# Matteo Battocchi
Matteo Battocchi (* 13. Mai 1993 in Tione di Trento) ist ein italienischer Alpin- und Grasskiläufer. Er gehört als Grasskiläufer dem Kader des Italienischen Wintersportverbandes an, nahm 2011 erstmals an internationalen Wettkämpfen teil und wurde 2012 Vize-Juniorenweltmeister im Slalom.

## Karriere
Im Grasski startete Matteo Battocchi im Mai 2011 erstmals bei FIS-Rennen. Am 9. Juli desselben Jahres nahm er zum ersten Mal an einem Weltcuprennen teil. In diesem Slalom in Rettenbach schied er jedoch im ersten Durchgang aus. In der Saison 2011 blieb dies sein einziger Weltcupstart. Im August/September 2011 nahm Battocchi an der Weltmeisterschaft und der zugleich ausgetragenen Juniorenweltmeisterschaft in Goldingen teil. Während bei den Junioren ein elfter Platz im Riesenslalom sein einziges Ergebnis war, erreichte er in der Allgemeinen Klasse den sechsten Platz im Slalom sowie Rang neunzehn im Super-G. In der Saison 2012 bestritt Battocchi keine Weltcup- und FIS-Rennen. Er nahm aber an der Juniorenweltmeisterschaft 2012 in Burbach teil, bei der er die Silbermedaille im Slalom gewann und jeweils Fünfter in Riesenslalom und Super-Kombination wurde. Im Super-G wurde er jedoch nach einem Torfehler disqualifiziert.
Seit 2008 nimmt Battocchi im Winter auch an Wettkämpfen im Alpinen Skisport teil, erzielte mit Ausnahme von Juniorenrennen aber bisher nur selten eine vordere Platzierung. In FIS-Rennen fuhr er erst einmal unter die schnellsten zehn. Seit dem Winter 2011/2012 startet er vereinzelt auch im Europacup, blieb bisher aber weit von den Punkterängen entfernt.

## Erfolge

### Weltmeisterschaften
- Goldingen 2011: 6. Slalom, 19. Super-G

### Juniorenweltmeisterschaften
- Goldingen 2011: 11. Riesenslalom
- Burbach 2012: 2. Slalom, 5. Riesenslalom, 5. Super-Kombination